# ثيو كونينغ
ثيو كونينغ (بالإنجليزية: Theo Koning)‏ هو رسام أسترالي، ولد في 1950.